# Tōshō-ji

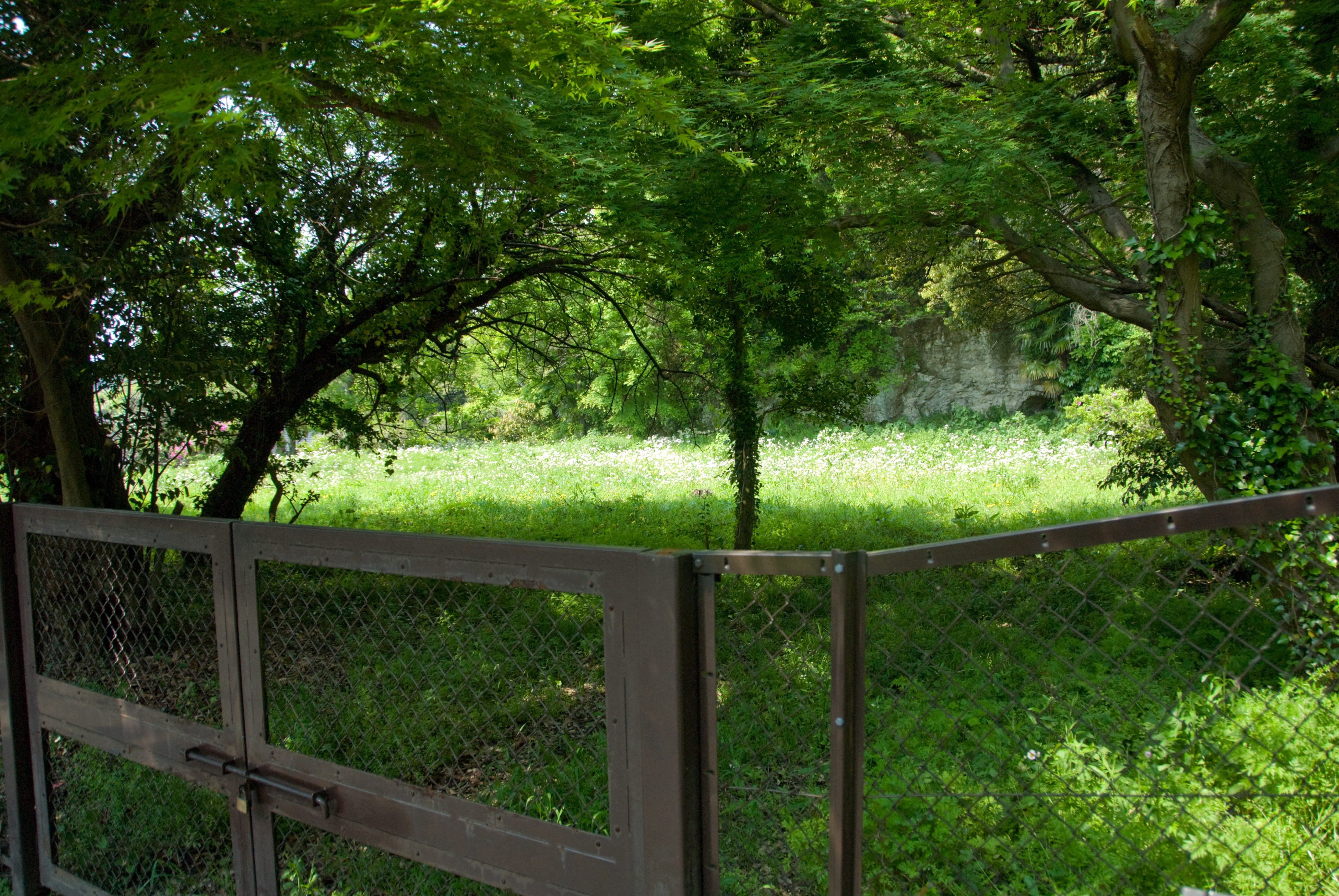
Le site à Kamakura où se tenait le Tōshō-ji

Le Tōshō-ji (東勝寺) était le temple familial (bodaiji) du clan Hōjō à Kamakura durant l'époque de Kamakura. Fondé par Taikō Gyōyū, il est construit en 1237 par Hōjō Yasutoki en mémoire de sa mère qui y est enterrée. Selon le Taiheiki, de sa fondation jusqu'à la fin du shogunat Kamakura, chaque shikken (régent) y est enterré. 

## Histoire
Le temple n'existe plus, depuis qu'il a été incendié par les Hōjō eux-mêmes quand toute la famille s'est suicidée le 4 juillet 1333 après l'invasion de Kamakura par Nitta Yoshisada,. Ses ruines ont été trouvées dans la  vallée de Kasaigayatsu dans l'actuel bourg d'Ōmachi (préfecture de Kanagawa). Le Tōshō-ji occupait très vraisemblablement toute la vallée. Situé au sommet d'une étroite vallée coupée à sa base par la gorge profonde de la rivière Nameri et par des collines escarpées sur les trois autres côtés, en plus d'offrir une vue dégagée sur la seule route qui traverse le fleuve, c'était aussi une forteresse sûrement précieuse à la famille du point de vue militaire. 
Sur le site une plaque porte l'inscription suivante :

« - Sites historiques nationaux - Vestiges du Tōshō-ji tels que désignés le 31 juillet 1998.

Le Tōshō-ji est un temple bouddhiste fondé dans la première moitié du XIIIe siècle par  Yasutoki Hojo, troisième vice-shogun du shogunat de Kamakura. En 1333, lorsque Nitta Yoshisada et ses troupes ont attaqué Kamakura, Hōjō Takatoki, tous les membres de son clan et ses disciples se sont enfermés dans ce temple, y ont mis le feu et y ont trouvé la mort.
Le temple est restauré peu de temps après cet incident et à l'époque de Muromachi (1392-1467) se classe au troisième rang parmi les dix temples les plus renommés de la région de Kantō. Cependant, il passe pour avoir été abandonné par la suite au cours de l'époque Sengoku (1467-1573).
Le site est extrêmement important d'un point de vue historique en tant que vestiges du temple principal de la dynastie Hōjō, et comme lieu de dernier repos du shogunat de Kamakura. Une série de fouilles effectuées en 1976, 1996 et 1997, a authentifié une partie des vestiges du temple.
- Conseil de l'éducation, ville de Kamakura, mars 2000 ».

Des fouilles in situ ont révélé la structure de base du temple, des tessons de poteries chinoises et des tuiles portant le blason de la famille Hôjô. Des pierres et autres surfaces roussies par le feu ont également été trouvées, ce qui confirme l'existence d'un incendie.

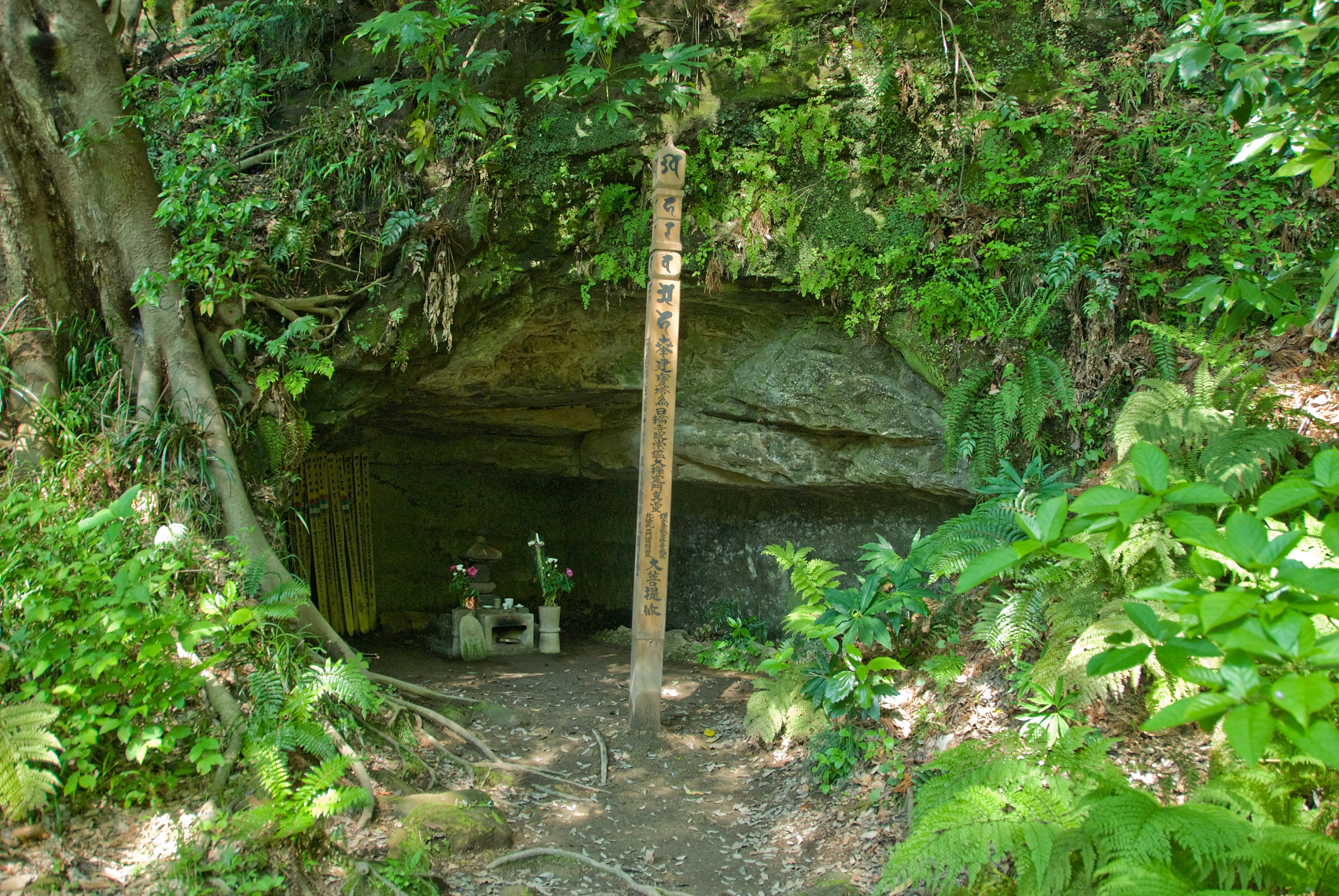
Le yagura Hōjō Takatoki Harakiri

Une centaine de mètres en montée après le temple, à l'intérieur de la forêt se trouve le yagura Hōjō Takatoki Harakiri, la grotte dans laquelle selon la tradition, l'un des derniers régents Hôjô s'est lui-même éventré. Il existe cependant d'autres lieux à Kamakura qui ont la même prétention.
Sur la stèle noire en face du yagura de Takatoki se lit l'inscription :
« En mai 1333, lorsque Nitta Yoshisada envahit Kamakura, le régent Hōjō Takatoki quitte sa résidence de Komachi et se barricade dans le Tōshō-ji, le temple familial où sont enterrés tous ses ancêtres. Après cela, tout en regardant de loin les lumières et la fumée des feux qui consument les commerces et les résidences de la ville de Kamakura sur laquelle sa famille a régné pendant 150 ans, lui et toute sa famille, composée de plus de 870 personnes, se suicident. Cet acte tragique qui mit définitivement au pouvoir des Hojo s'est déroulé ici.

- Érigé en mars 1918 par le Kamakuracho Seinendan »
Ashikaga Takauji, premier des shoguns Ashikaga, reçoit de l'empereur Go-Daigo l'ordre de transférer les temples et les restes des Hōjō vers un nouvel emplacement qu'il nomme le Hōkai-ji. Parce que les gens du pays affirment que l'endroit est toujours hanté par les fantômes des Hōjō, un sanctuaire appelé Tokuso Gongen est installé dans le nouveau temple pour les apaiser. Le sanctuaire est toujours en place à droite du bâtiment principal du Hōkai-ji.
Sur le côté Shakadōgayatsu du col de Shakadō, juste avant les premières maisons, une petite rue sur la gauche donne vers un grand groupe de yagura appelé Shakadōgayatsu Yagura-gun. Ici reposent les os de certains des Hōjō qui se sont suicidés au Tōshō-ji ce jour-là. Leur identité a été confirmée par la présence d'un gorintō daté exactement huit jours après l'invasion, huit jours étant le temps requis par le Bouddhisme avant qu'un enterrement puisse avoir lieu.

## Source de la traduction
- (en) Cet article est partiellement ou en totalité issu de l’article de Wikipédia en anglais intitulé « Tōshō-ji » (voir la liste des auteurs).